# Toleranzbethaus Křížlice

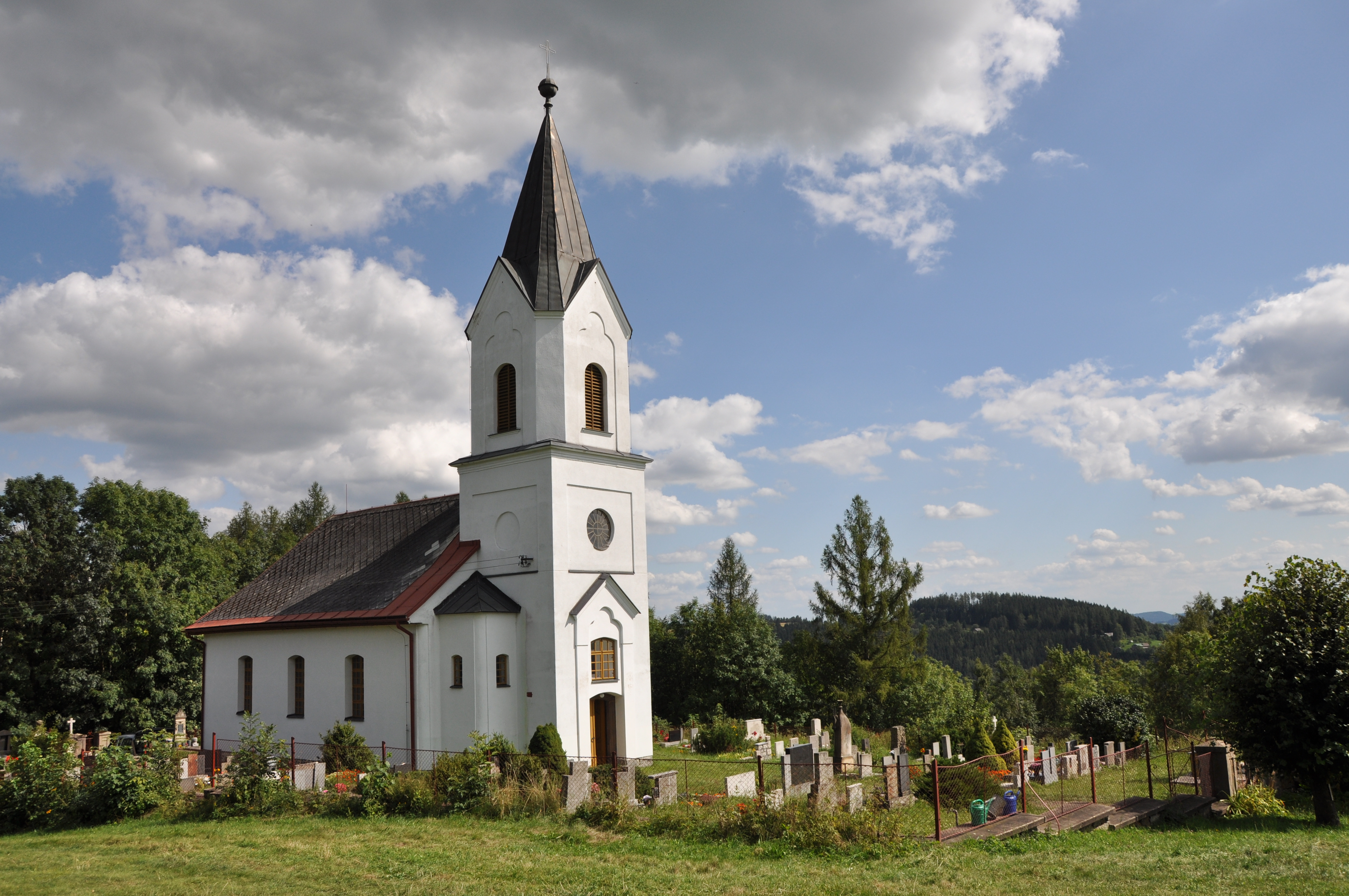
Toleranzbethaus Křížlice

Das Toleranzbethaus Křížlice ist eine evangelische Kirche in Křížlice (deutsch Krizlitz), einem Ortsteil von Jestrabi, die 1786 als Toleranzbethaus errichtet wurde.

## Bauwerk
Während das Interieur (Kanzelaltar und hölzerne Abendmahlsschranken sowie Emporen und Gestühl) aus der Erbauungszeit erhalten blieb, erfuhr das Äußere nach Erlass des Protestantenpatentes eine deutliche Veränderung, da 1878 ein Turm angebaut wurde, der das Bethaus als Kirche erkennbar machte. Der 1781 angelegte Friedhof um die Kirche wird bis heute genutzt.
Bedeutend sind auch das 1871 errichtete Pfarrhaus mit Mansarddach, das heute als Ferienunterkunft dient, sowie die ehemalige evangelische Schule nahe der Kirche.

## Gemeinde
Mit der Reformation wurde die Bevölkerung evangelisch. Offensichtlich hatte der Geheimprotestantismus hier die Gegenreformation überdauert, denn nach Erlass des Toleranzpatents 1781 durch Joseph II. gründete sich bereits 1782 eine eigene Gemeinde lutherischen Bekenntnisses, die auch andere Ortschaften umfasste – wie beispielsweise Libštát oder Spálov.
Bis 1918 gehörte die Gemeinde zur Superintendentur Böhmen der Evangelischen Kirche A. B. in Österreich, seitdem zur Evangelischen Kirche der Böhmischen Brüder.